# Langraviato d'Assia-Darmstadt
Il Langraviato d'Assia-Darmstadt (in tedesco: Landgrafschaft Hesse-Darmstadt) fu uno Stato del Sacro Romano Impero.
L'Assia-Darmstadt, comprendente i territori dell'Assia esclusa l'Assia-Kassel da cui si separò nel XVI secolo, divenne un langraviato nel 1567 per poi ottenere il rango di granducato nel 1806.

## Storia
Il Langraviato d'Assia-Darmstadt fu uno stato membro del Sacro Romano Impero; venne costituito nel 1567 a seguito della divisione del Langraviato d'Assia tra i quattro figli di Filippo I, l'ultimo langravio d'Assia come porzione di eredità affidata a Giorgio I d'Assia-Darmstadt, figlio minore di Filippo I. 
La capitale di questo nuovo stato era Darmstadt, da cui il nome. Nel corso dei secoli XVI e XVII il principato acquistò l'alta contea di Katzenellnbogen, poi in parte ceduta al ramo cadetto d'Assia-Rheinfels.
Con l'estinzione della linea del langraviato d'Assia-Marburg e della linea del langraviato d'Assia-Rheinfels dal 1604, l'Assia-Darmstadt, assieme al langraviato d'Assia-Kassel, divenne uno dei due stati dell'Assia.
Mentre l'Assia-Kassel si convertì al calvinismo e divenne uno degli esponenti più zelanti della causa del protestantesimo nel corso della Guerra dei Trent'anni, il langravio Giorgio II d'Assia-Darmstadt divenne uno stretto luterano e si mantenne in profondi rapporti di alleanza con la Sassonia, ed applicò una politica a favore degli Asburgo dopo il 1635.
Nel 1740 ricevette in dote dall'ultima contessa la contea di Hanau-Lichtenberg ai confini della Alsazia, aprendo un lungo contenzioso per la sua divisione con i langravi d'Assia-Kassel. Il principato, così, alla vigilia dell'età napoleonica si estendeva su Darmstadt, il distretto di Starkenburg e Gerau, la contea di Gießen con il Vogelsberg e le contee di Pirmasens, Hanau-Lichtenberg e Falkenstein.
Nel 1776, Luigi IX inviò un contingente di truppe mercenarie a fianco degli Inglesi in America per ricevere nuovo denaro per le sue casse e trasferì la sua sede a Pirmasens.
L'Assia-Darmstadt ottenne numerosi territori dalla secolarizzazione dei beni ecclesiastici conseguenti al Reichsdeputationshauptschluss del 1803. Le più notabili acquisizioni furono quelle del Ducato di Vestfalia, formalmente proprietà dell'Arcivescovato di Colonia, oltre ad alcuni territori dell'arcivescovo di Magonza e del Vescovato di Worms.
Perduti i feudi in Alsazia e Hanau, divenuto fedele alleato di Napoleone, come risultato delle guerre, il langraviato a seguito della dissoluzione del Sacro Romano Impero nel 1806 e con l'espropriazione del cugino, l'Elettore d'Assia-Kassel, con numerose, nuove acquisizioni territoriali venne elevato a granducato e come tale rimase fino al 1918.

## Langravi d'Assia-Darmstadt (1567–1806)
- Giorgio I il Pio, 1567–1596
- Giovanni, 1596-1597
- Luigi V, 1597–1626
- Giorgio II, 1626–1661
- Luigi VI, 1661–1678
- Luigi VII, 1678
- Ernesto Luigi, 1678–1739
- Luigi VIII, 1739–1768
- Giorgio Guglielmo. 1768-1782
- Luigi IX, 1782–1790
- Luigi X, 1790–1806, divenne Granduca d'Assia poi d'Assia e del Reno con il nome di Luigi  I